# Volinjska oblast
Volinjska oblast (ukrajinski: Волинська область, Volyns’ka oblast’, Volyn’)  oblast koja se nalazi u zapadnoj Ukrajini na granici s Poljskom i Bjelorusijom. Upravno središte oblasti jest grad Luck.

## Zemljopis
Volinjska oblast ima ukupnu površinu 20.144 km2 te je 20. oblast po veličini. U njoj živi 1.060.700 stanovnika te je po tome 24. oblast u Ukrajini. 533.200 (50,3 %) stanovnika živi u urbanim područjima, dok 527.500 (49,7 %) stanovnika živi u ruralnim područjima.
Na jugu graniči s Lavovskom, a na istoku s Rivanjskom oblašću, na sjeveru s Bjelorusijom, a na zapadu s Poljskom.

## Stanovništvo
Ukrajinci su najbrojniji narod u oblasti i ima ih 1.025.000, što je 96,9 % ukupnoga stanovništva oblasti.
- Ukrajinci: 96,9 %
- Rusi: 2,4 %
- Bjelorusi: 0,3 %
- Poljaci: 0,1 %

Ukrajinskim jezikom kao materinjim govori 97,3 % stanovništva, dok ruskim jezikom kao materinjim govori 2,5 % stanovništva.

## Administrativna podjela
Volinska oblast dijeli se na 16 rajona i 11 gradova, od kojih četiri imaju viši administrativni stupanj. Oblast ima i 22 mala grada i 1053 naselja (npr., Moščena).

## Vanjske poveznice
- Službena stranica oblasti

### Ostali projekti
|  | Zajednički poslužitelj ima još gradiva o temi Volinjska oblast |